# 张宗柟
张宗柟（1704年—1765年），字汝栋，号吟庐，别署含广，晚号花津圃人，浙江海盐人，清代学者、官员。
張芳湄五子、張宗松之弟。早年居住於城南乌夜村。受業於詞家許昂霄。弱冠在河南密县當官。參加省試十五次，屢薦不中，其母去世後，不復舉業。生平好藏書，好吟詠。詩宗王士禛，倡導“神韻說”。乾隆二十五年（1760年），張宗柟輯成王士禛之《帶經堂詩話》，合卷首共三十一卷。晚年無子，以張鶴徴為嗣子。著有《藕村诗存》一卷、《度香词》一卷、《吟庐小稿》一卷等。